# Linia kolejowa nr 224
Linia kolejowa nr 224 – dawna, rozebrana linia kolejowa o długości 81,1 km łącząca Czerwonkę z Cyntami w obwodzie królewieckim.

## Historia
- 15 sierpnia 1898 – otwarcie linii Górowo Iławeckie – Jarzeń
- 1 października 1899 – otwarcie linii Lidzbark Warmiński – Górowo Iławeckie
- 15 listopada 1899 – otwarcie linii Czerwonka – Lidzbark Warmiński
- Przed 1 stycznia 1945 – linia rozebrana Sągnity – Korniewo
- 1 stycznia 1991 – zamknięcie dla ruchu pasażerskiego Lidzbark Warmiński – Sągnity
- 15 grudnia 1992 – zamknięcie dla ruchu towarowego Górowo Iławeckie – Sągnity
- 1 czerwca 1996 – zamknięcie dla ruchu pasażerskiego Czerwonka – Lidzbark Warmiński
- 1 maja 1999 – zamknięcie dla ruchu towarowego Lidzbark Warmiński – Górowo Iławeckie
- przed 2000 – zamknięcie dla ruchu towarowego Czerwonka – Lidzbark Warmiński
- Przed 28 listopada 2005 – linia nieprzejezdna Czerwonka – Sągnity
- 2007 – linia rozebrana Górowo Iławeckie – Sągnity
- 2013 - linia rozebrana Lidzbark Warmiński - Górowo Iławeckie
- 8 czerwca 2015 – Minister Infrastruktury i Rozwoju wyraził zgodę na likwidację odcinka linii nr 224 od km 46,470 do km 57,750 (o długości 11,280 km)[1]

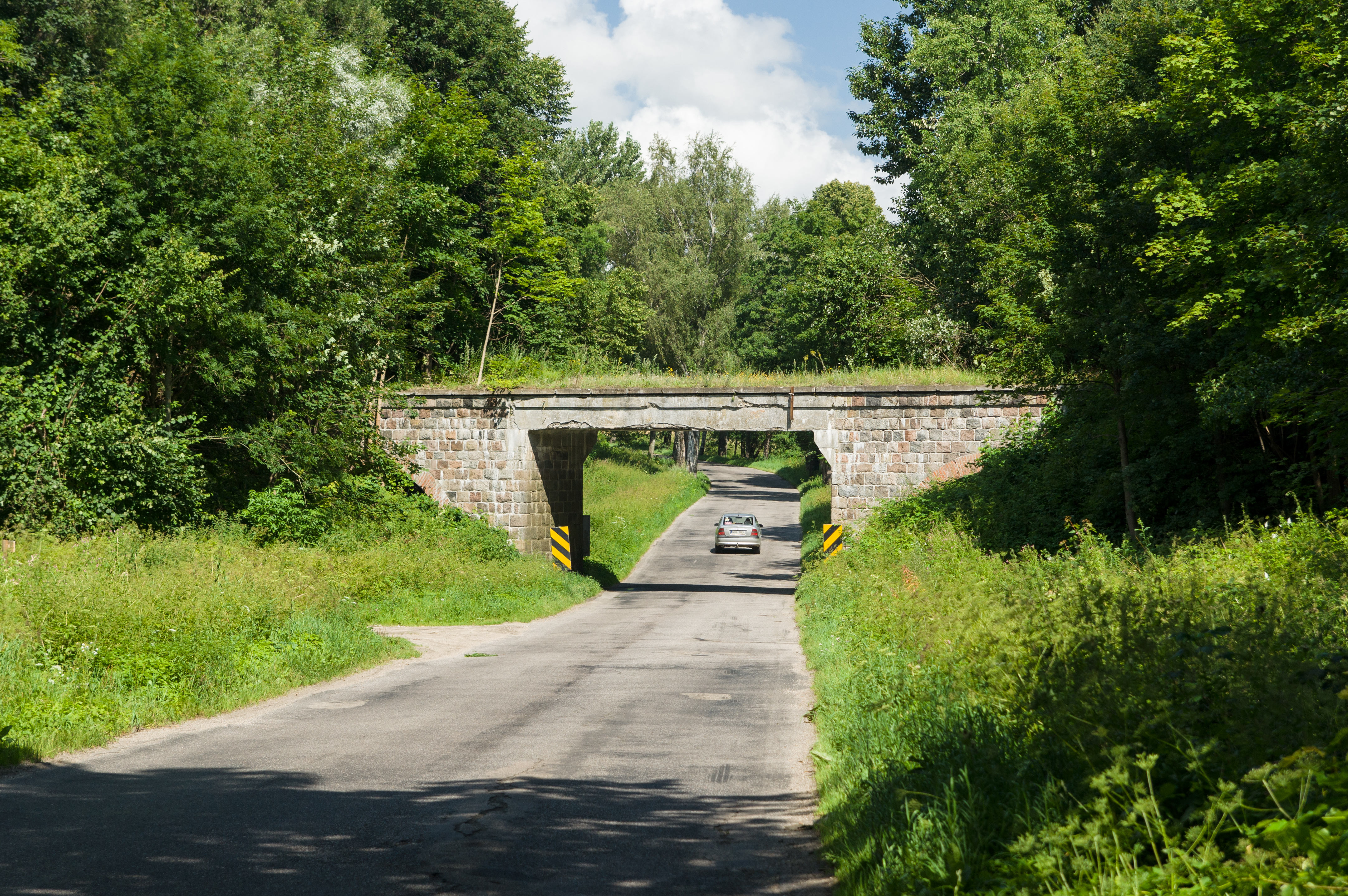
Wiadukt linii kolejowej nr 224 na drodze 511 między wsią Gruszyny a Górowem Iławeckim.

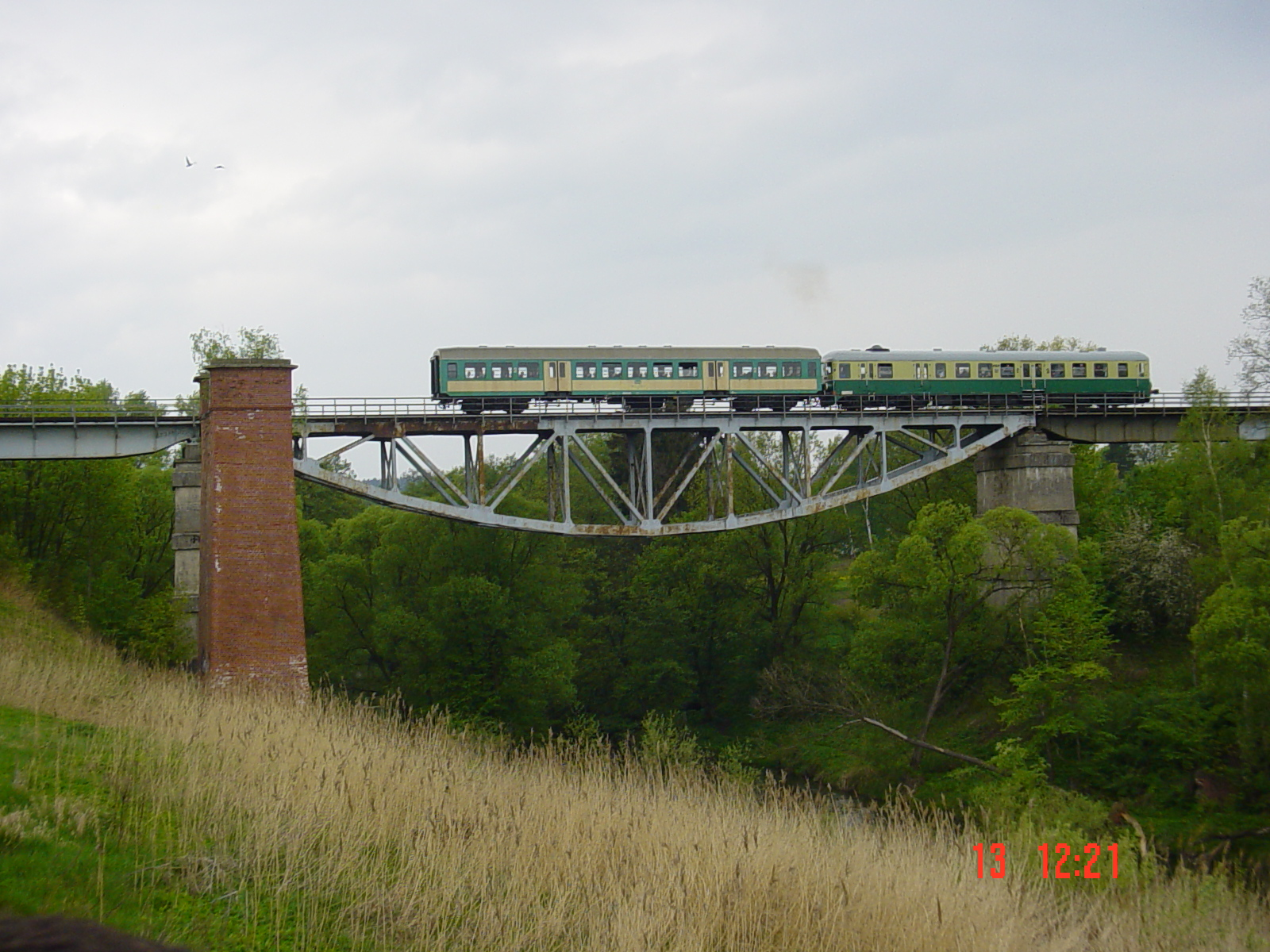
Pociąg SN61-183 z wagonem doczepnym w Lidzbarku Warmińskim na moście kolejowym na rzece Łynie przy ul. Bartoszyckiej